# سينت ديه دي فوج

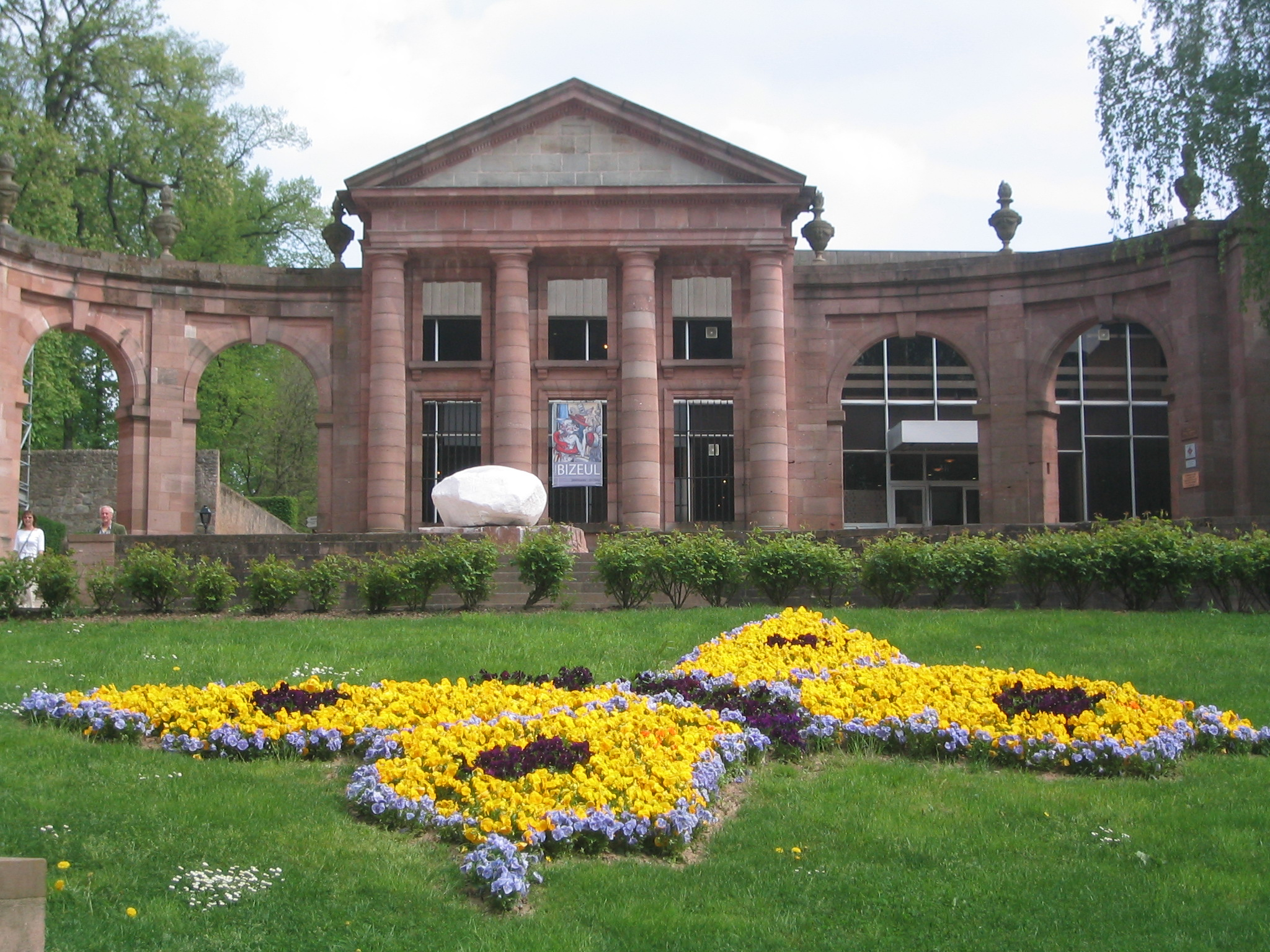
متحف

سينت ديه دي فوج (بالفرنسية: Saint-Dié-des-Vosges) والتي تعرف غالباً بالاسم المختصر سينت دي هي مدينة فرنسية, في لورين. تقع في شرق البلاد. يبلغ عدد سكانها 22,569 نسمة (إحصاءات 1999) .

## سياحة

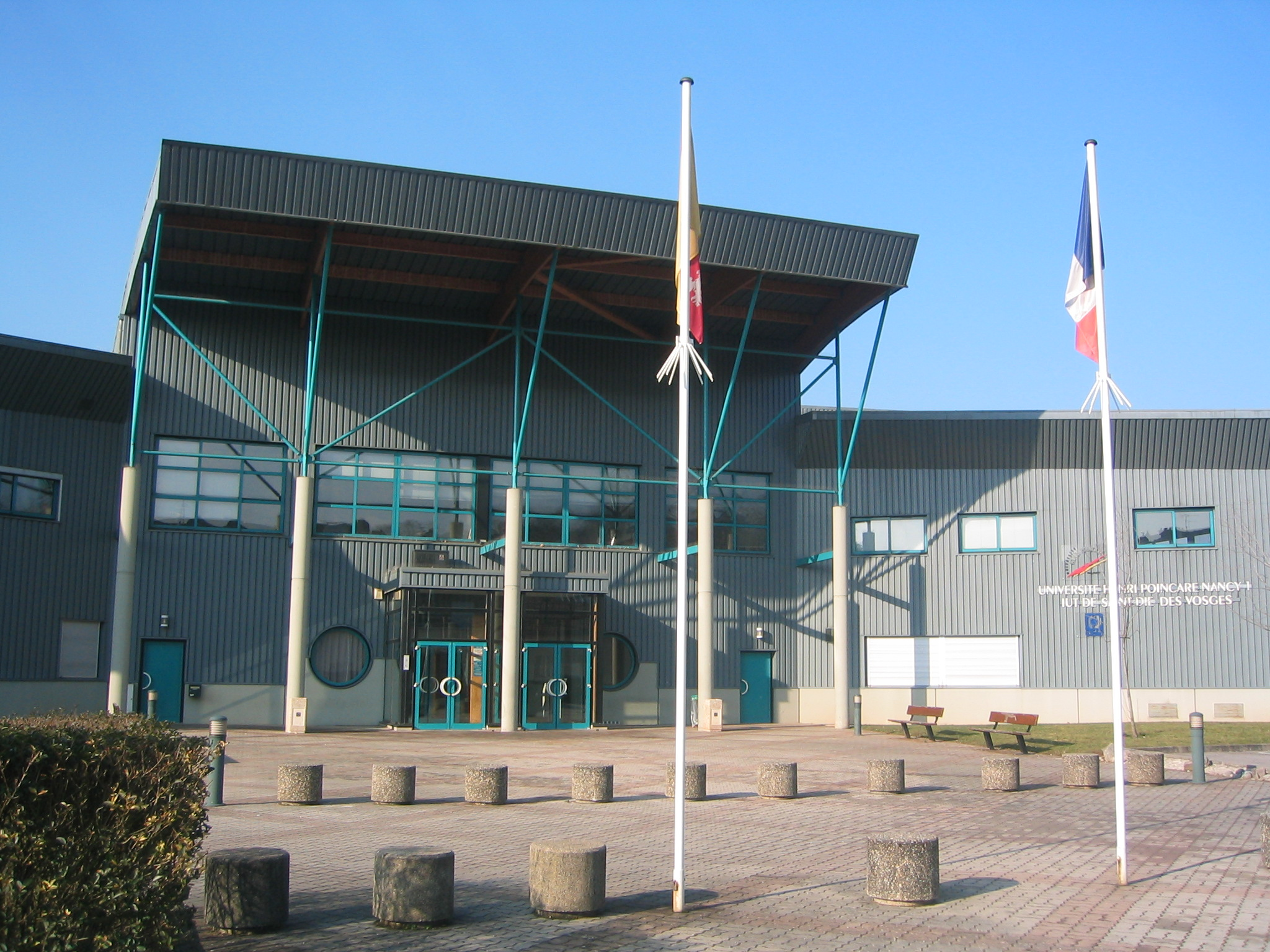
جامعة

- متحف
- كاثدرائية

## توأمة
لسينت ديه دي فوج اتفاقيات توأمة مع كل من:
- آرلون
- كاتوليكا (1997 - )
- فريدريكسهافن
- زكوبن

## أعلام
- أبو بكر المل
- مارتن فالدسميلر
- جان بابتيست فرنسوا رينيه كوهلر
- سيلفيان دوفور
- جان كميل جوزيف ماسون
- عبد الرحيم بنكجان
- جول فيري